# Corti (Costa Volpino)
Corti [ˈkorti] (Cùrcc [ˈkuɾʧ] in dialetto bergamasco) è la più popolosa frazione del comune di Costa Volpino, nella bassa Val Camonica, provincia di Bergamo. Dagli anni 1925-1926 è sede del comune, precedentemente ubicato nella frazione di Branico.

## Geografia fisica

### Territorio
Corti è geograficamente divisa in due località. A monte è ubicato il centro storico della frazione, Corti alto, collocato su uno sperone di roccia, che si estende fino alla frazione di Branico; essa costituisce la porzione più bassa della cosiddetta Costa (data dalle frazioni di Corti, Branico, Qualino, Flaccanico e Ceratello). Sulla piana presente più a valle, sulla quale scorre il Fiume Oglio prima di sboccare nel Lago d'Iseo, a partire dagli anni Sessanta del Novecento si è sviluppato Corti basso, che ha reso Corti la più popolosa delle frazioni del comune. Infatti il passaggio della ex SS42 ha portato ad un'enorme urbanizzazione di questa zona; il torrente Supine, il quale scorreva liberamente sulla piana senza un preciso percorso, rendendo quindi la zona acquitrinosa, è stato incanalato e i terreni conseguentemente bonificati. Sono perciò sorti diversi edifici i quali hanno reso Corti la località di Costa Volpino più grande e popolosa.

### Clima
Data la presenza del Lago d'Iseo la Costa e in particolare Corti risultano avere un clima temperato. Le precipitazioni medie annue si aggirano attorno ai 1200 mm. I venti sono caratterizzati dall'alternarsi di una corrente diurna detta, in dialetto bergamasco, l'Ora del làc, e di una notturna detta ol Vèt, le quali scorrono in senso opposto.

## Toponimo
Il toponimo Corti deriva dal termine latino Curtis, che delinea l'organizzazione amministrativa tipicamente longobarda e franca nella quale un castello o palazzo è circondato da un raggruppamento di edifici abitativi, proprio come il centro storico della frazione.

## Storia
La storia è strettamente legata a quella della Costa e di Volpino, le due realtà che da sempre, alternando periodi di suddivisione e di unità amministrativa, caratterizzano l'attuale paese di Costa Volpino. Inoltre Corti è la frazione più vicina a Lovere, dalla quale dipende politicamente in diversi periodi della sua storia.
Ha da sempre rilevanza minore rispetto ad altre frazioni, quali Branico, Qualino o Volpino, date le sue ridotte dimensioni e la scarsa popolazione (fino ai primi del Novecento si contano solamento all'incirca trecento abitanti). Fin dal XIII secolo ivi risiede la famiglia Celeri, in un palazzo oggi situato nella via centrale del piccolo centro storico. Il 17 maggio 1507 viene fondata la Parrocchia di Sant'Antonio Abate nell'attuale Corti alto, motivo per cui Corti comincia a rivendicare una maggiore importanza all'interno dell'equilibrio fra le diverse frazioni. Nel 1848 la parrocchiale subisce lavori di restauro ed ampliamento che le forniscono le attuali fattezze interne ed esterne. Nel 1896 viene esposta una statua della Madonna di Lourdes, verso la quale gli abitanti hanno una grande devozione. 
Dal 1926 è sede del comune di Costa Volpino.

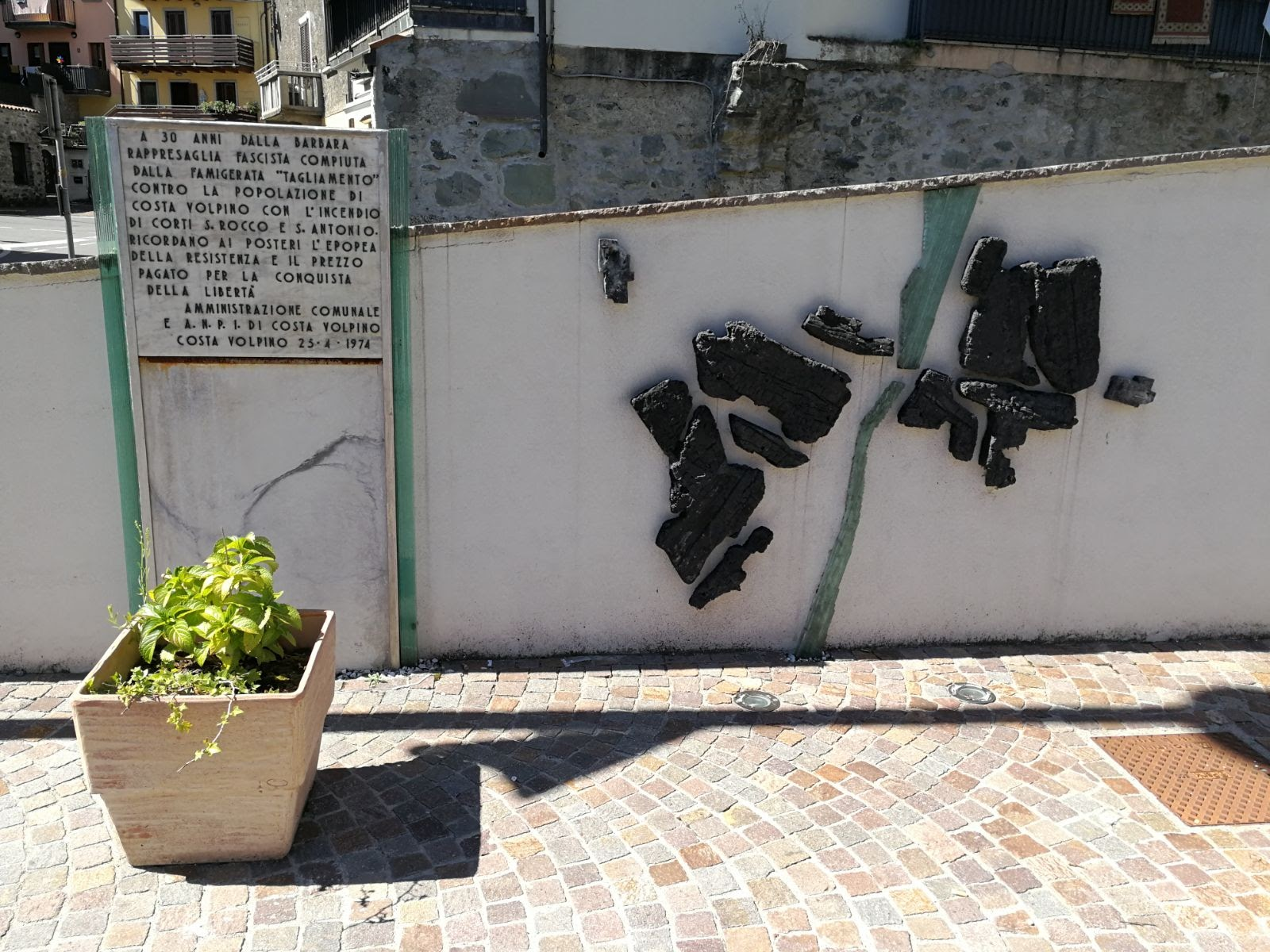
Lapide sulle sponde del Supine nell'abitato di Corti

L'8 novembre 1944, viene data alle fiamme per rappresaglia da militi della 1ª Legione d'Assalto "M" "Tagliamento". Nel corso dell'attacco i repubblichini uccisero un civile e ne gettarono il corpo nell'Oglio.

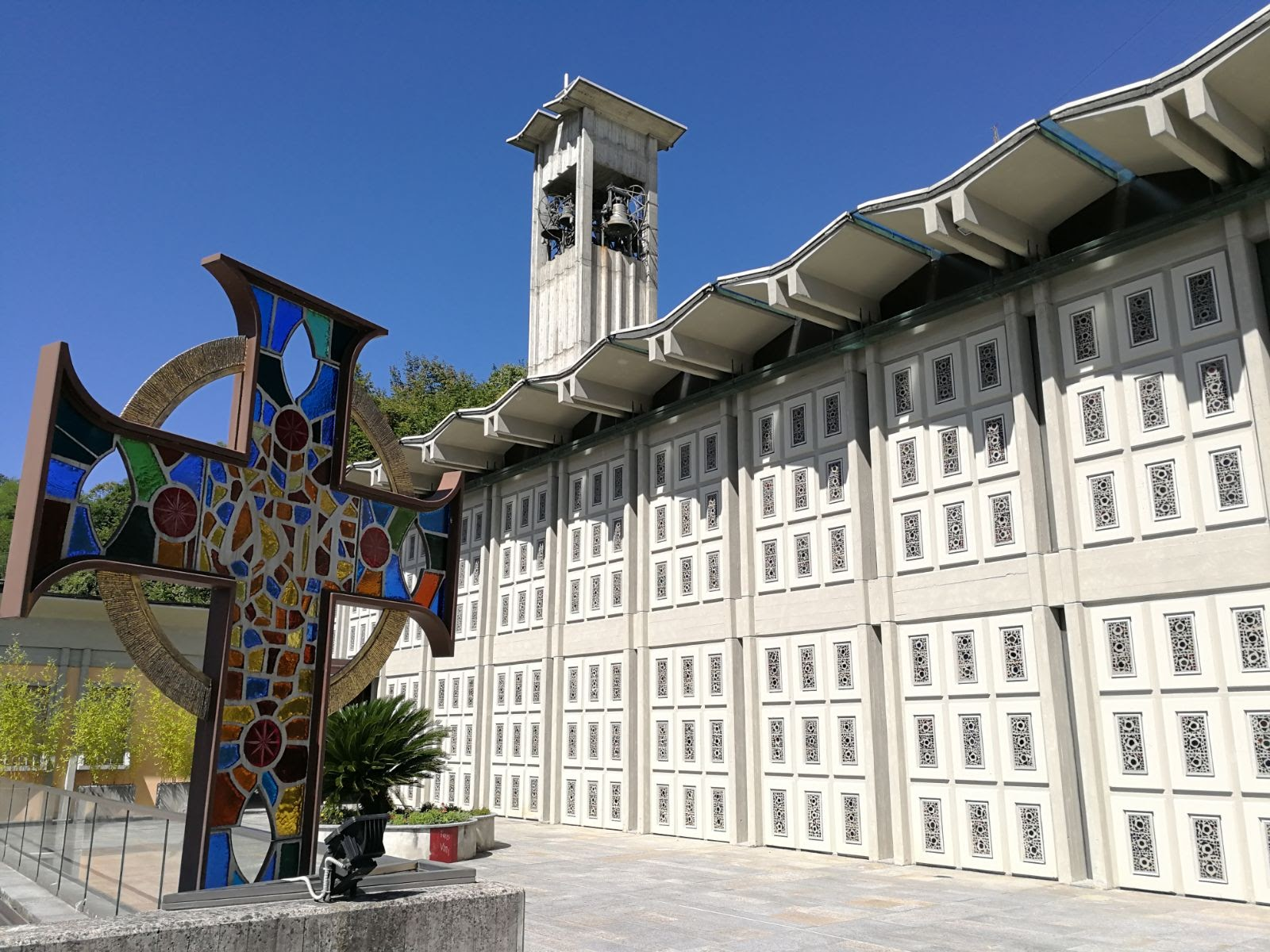
Chiesa Parrocchiale Sant'Antonio Abate

Negli anni Sessanta del Novecento attorno alla Strada Statale 42 del Tonale e della Mendola passante per la piana a valle rispetto a Corti sorgono diversi edifici abitativi e commerciali che spostano il centro della frazione più in basso e ne incrementano notevolmente la popolazione. Si stima che i residenti nell'ultimo secolo siano addirittura decuplicati, passando dai trecento dei primi del Novecento agli attuali tremila. Questa rapida urbanizzazione è permessa anche dall'incanalamento del torrente Supine, il quale scorreva liberamente sulla piana senza un preciso percorso rendendo quindi la zona acquitrinosa.
Nel 1972-1973 viene realizzata la nuova parrocchiale, situata a Corti basso: in uno stile moderno ha pianta rettangolare con una struttura in cemento armato e con vetrate policrome realizzate dall'artista Franca Ghitti; la parete dietro l'abside e una vetrata che mostra il giardino posteriore e parte dello sperone di roccia su cui sorge Corti alto. La vecchia parrocchiale viene dunque convertita a santuario per il culto mariano.

## Monumenti e luoghi di interesse

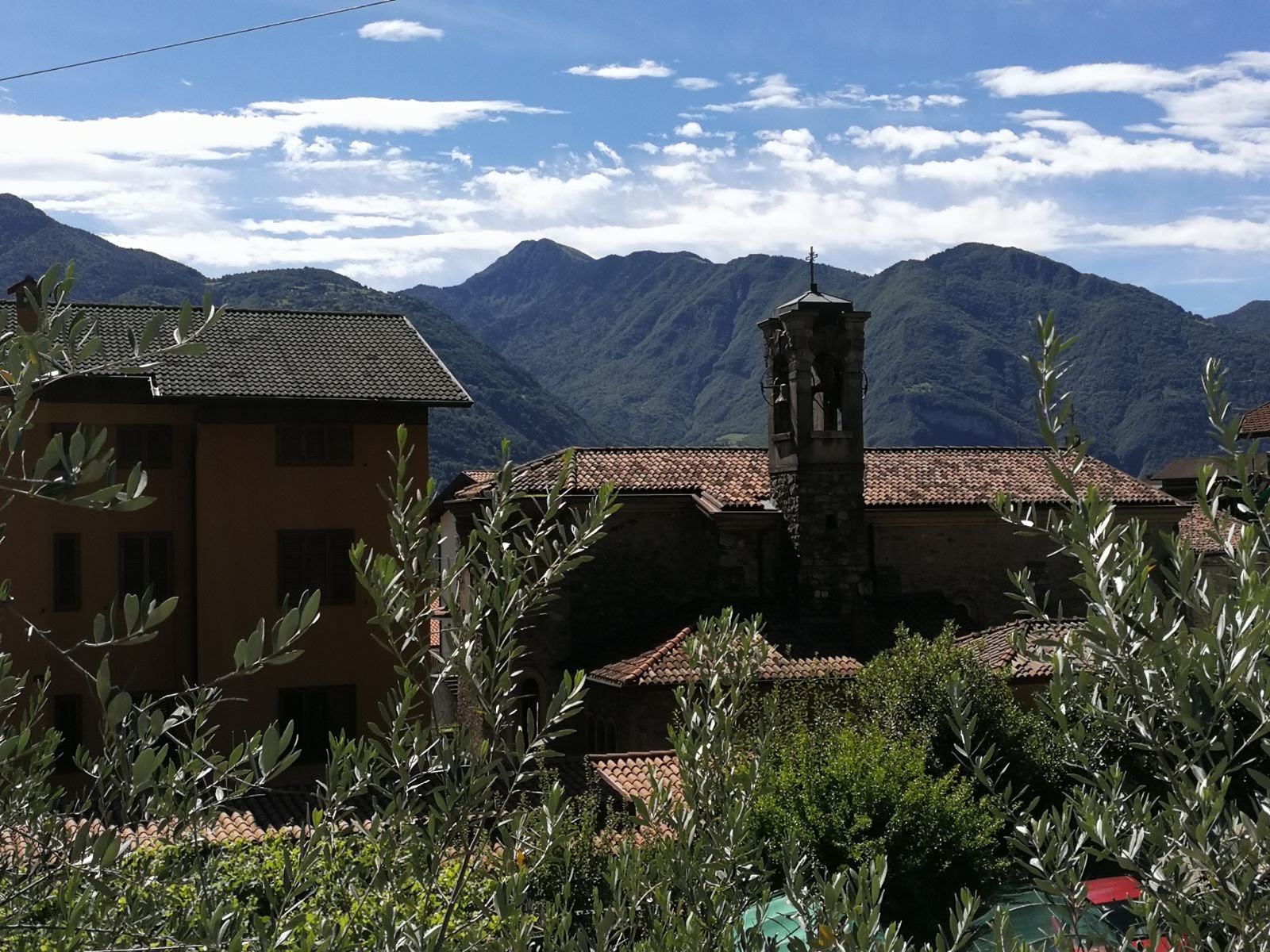
Chiesa di San Rocco

### Architetture religiose
- Chiesa parrocchiale di Sant'Antonio Abate
- Santuario dedicato alla Madonna di Lourdes, parrocchiale fino ai primi anni settanta
- Chiesa di san Rocco, realizzata subito dopo la Peste del 1630 e dedicata al protettore degli appestati

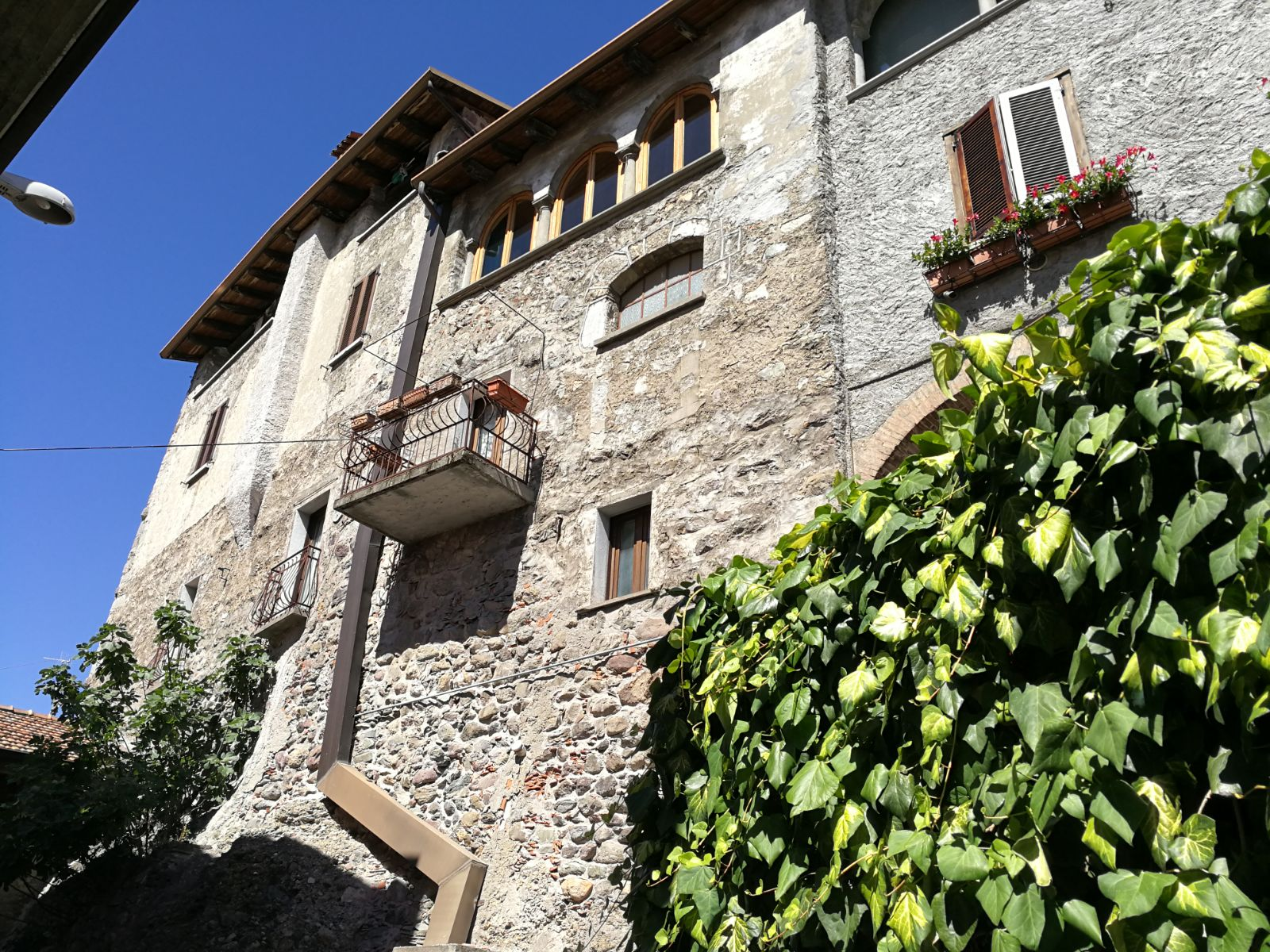
Palazzo Celeri

- Oratorio San Domenico Savio

### Architetture civili
- Palazzo Celeri. L'edificio faceva parte di una fortificazione più ampia, risalente forse al XIII secolo, posta a difesa strada che da Lovere porta in val Camonica, presso il ponte sul torrente.[7]
- Pensionato Contessi-Sangalli

### Ville
- Villa Lady Wortley in località Aria Libera dove visse per molti anni Mary Wortley Montagu

### Parchi
- Parco del torrente Supine
- Parco del Fiume Oglio

## Società

### Evoluzione demografica
Fino ai primi del Novecento Corti è stata una delle frazioni più piccole di Costa Volpino; gli abitanti sono attorno ai 300 fino agli anni dieci. Successivamente la popolazione subisce un incremento demografico che si fa importante dagli anni sessanta, quando il centro della frazione si sposta a valle, sulla piana del Fiume Oglio. Attualmente gli abitanti sono 3010, ovvero dieci volte quelli presenti un secolo fa.

### Tradizioni e folclore
Gli scütüm sono nei dialetti camuni dei soprannomi o nomignoli indicanti i tratti caratteristici di una comunità. Quello che contraddistingue gli abitanti di Corti è Sbogiarane, data l'abbondante presenza di rane nella zona di Corti basso, importante fonte di approvvigionamento alimentare soprattutto in tempi di povertà.

### Religione
A corti è presente la parrocchia di S.Antonio Abate, con sede nella parrocchiale a Corti basso e da cui dipende anche il santuario dedicato alla Madonna di Lourdes, parrocchiale fino al 1972.
Nel mese di febbraio si tiene da diversi decenni la processione in onore della Madonna di Lourdes, molto sentita dalla popolazione locale.

## Infrastrutture e trasporti
In località Bersaglio fino al 1931 giungeva la Tranvia Trescore-Lovere e fino al 1917 partiva la Tranvia Lovere-Cividate Camuno. Corti dunque veniva ad essere un importante crocevia dei trasporti dell'epoca.
Fino al 1997 da Corti basso passava la Strada Statale 42 del Tonale e della Mendola. In quell'anno viene inaugurata una galleria passante sotto le frazioni di Corti, Branico e Volpino che devia il traffico lontano dal centro abitato.
In località Bersaglio è presente un porto sul Lago d'Iseo. Nel febbraio 2003 ha preso servizio nella Flotta di navigazione del lago d'Iseo la motonave Costa Volpino.

## Curiosità
- Le località di Cort (Corti) è menzionata in uno schizzo del lago d'Iseo e dei paesi limitrofi, realizzato da Leonardo da Vinci per il servizio di spionaggio del Duca di Milano. Lo schizzo è conservato presso il castello di Windsor[13].

- Per alcuni anni attorno alla metà del XVIII secolo Mary Wortley Montagu, nota scrittrice, poetessa ed aristocratica inglese, ha vissuto in una villa in località Aria Libera[12]. Il comune di Costa Volpino ha intitolato alla sua memoria una via a Corti basso

- L'8 ottobre 2005 a Corti basso è stata cucinata la polenta più grande del mondo durante la tipica sagra Una Festa che non finisce Mais. Infatti con la realizzazione di una polenta di 3410 kg ha battuto il precedente record che si fermava a 2700 kg, entrando quindi nel Guinness dei Primati.[14]